# Как снег на голову (фильм, 1983)
«Как снег на голову» (фр. Un chien dans un jeu de quilles) — французский фильм 1983 года режиссёра Бернара Гийу.

## Сюжет
Чтобы помочь своему сводному брату Жозефу (Жан Карме) разобраться с агрессивно настроенными землевладельцами, психолог Пьер Коэн (Пьер Ришар) приезжает к нему на ферму, где не был уже много лет. Оценив ситуацию, он решает использовать один из профессиональных методов — психологическую войну. Но кто бы мог подумать, что в результате усилий Коэна ситуация станет неуправляемой?

## В ролях
- Пьер Ришар
- Жан Карме
- Жюльен Гийомар
- Сильви Жоли
- Беатрис Камюра
- Даниэль Минаццоли[фр.]
- Элен Сюржер
- Фанни Бастьен
- Франсуа Оливье
- Оливье Ашар